# 洋楽黄金時代〜オヤジの洋楽
洋楽黄金時代〜OYAJI NO YOUGAKU〜（ようがくおうごんじだい おやじのようがく）は、1999年11月から2009年9月27日まで、IBC岩手放送（IBCラジオ）で放送されていたラジオ番組。パーソナリティは元IBCアナウンサーで現在同局ディレクターの井上まなぶ。

## 概要
- '60年代・'70年代・'80年代の洋楽が主役。
- 様々な分野で活躍している岩手県内及びそれに関係のある有名人を盛岡近郊のお店にゲストとして招き、様々なエピソードと共にゲストが選んだ懐かしの洋楽を流す。毎月最終週はリクエスト特集としてIBC本社第4スタジオより放送（第4スタジオからの場合は生放送、お店での収録の場合は録音）。
- さらに奇数月最終土曜日には深夜の「ラジオ広場」枠（22:00 - 23:00）で「洋楽黄金時代“別冊スペシャル〜GOLDEN HISTORY”」を放送していた。その年ヒットした洋楽ナンバーをフルコーラスで流すと共に、その時代の出来事を振り返る。この別冊スペシャルは2006年5月から「GOLDEN HISTORY II』として第二シーズンに入り、放送枠も奇数月最終日曜日の11:00 - 12:00に変更された。

## 備考
- 放送時間は、番組開始当初は火曜日の21:00 - 22:00であったが、後に日曜日の17:00 - 18:00となる。また、2009年4月5日からは放送時間が10分短縮され、17:05 - 17:55となった。
- パーソナリティである井上がテレビ編成局制作部に異動することになり、2009年9月27日放送の第516回をもって、9年11ヶ月続いた番組は終了した。